# Saint-Germain-du-Pinel
 Saint-Germain-du-Pinel  es una población y comuna francesa, situada en la región de Bretaña, departamento de Ille y Vilaine, en el distrito de Rennes y cantón de Argentré-du-Plessis.

## Demografía
| 655 | 620 | 591 | 605 | 629 | 648 | 836 | 891 | 933 |
| Para los censos de 1962 a 1999 la población legal corresponde a la población sin duplicidades (Fuente: INSEE [Consultar]) |     |     |     |     |     |     |     |     |